# Mario A. Ferrero
| 1169 Alwine  | 30 agosto 1930 |
| 2119 Schwall | 30 agosto 1930 |

Mario A. Ferrero (1904 – 1965) è stato un astronomo italiano.
Ha lavorato all'Osservatorio astronomico di Torino determinandone la longitudine nel 1933. In seguito ha insegnato fisica al Politecnico di Torino.
Il Minor Planet Center gli accredita la scoperta di due asteroidi, effettuate entrambe il 30 agosto 1930, tutte in collaborazione con Max Wolf.
Gli è stato dedicato l'asteroide 7684 Marioferrero.